# Зникла в Довілі
«Зникла в Довілі» («La Disparue de Deauville») — французький трилер 2007 року, знятий режисером Софі Марсо.

## Сюжет
Розгублений чоловік середніх років, лейтенант гаврської поліції Жак Ренар, не може пів року заглушити в собі біль, втративши дружину. Психологічна травма не дає йому виконувати свої професійні обов'язки, образ коханої постійно стоїть у нього перед очима. У цей важкий час, коли добросерді співробітники знову рекомендують Жаку лягти до психлікарні, з'являється таємнича жінка, яка вимагає допомогти їй — поїхати з Гавра до Довілья, до готелю «Нормандія» і запитати 401-й номер. Після цього незнайомка зникає, прихопивши шарф Жака. Ця дама, яка нібито виникла з минулої епохи, змушує вплутатися Ренара в найзаплутанішу справу в його кар'єрі, яка кардинально переверне і його життя.

## У ролях
- Крістофер Ламберт — Жак Ренар
- Софі Марсо — Вікторія / Люсі
- Робер Оссейн — Антуан Беранже
- Ніколя Бріансон — Каміль
- Марі-Крістін Барро — Мелані Беранже
- Симон Абкарян — П'єр
- Марілу Беррі — Фред
- Магалі Вох — Констанс
- Джудіт Мегрі — графиня
- Жак Боде — комісар Піно
- Лор Дютільйоль — Марілу
- Фірмін Рішар — головна медсестра
- Самір Гесмі — студент-медик
- Жан-Поль Боннер — Маріо, заправник
- Жульєн Оссейн — молодий Антуан
- Гледіс Морхейн — медсестра

## Знімальна група
- Режисер — Софі Марсо
- Продюсери — Аріана Гюз, Урі Мілштейн
- Сценарій — Софі Марсо, Джангвідо Спінеллі, Жак Дешам
- Оператор — Лоран Даян
- Композитор — Франк Луїз